# Carol Goodman

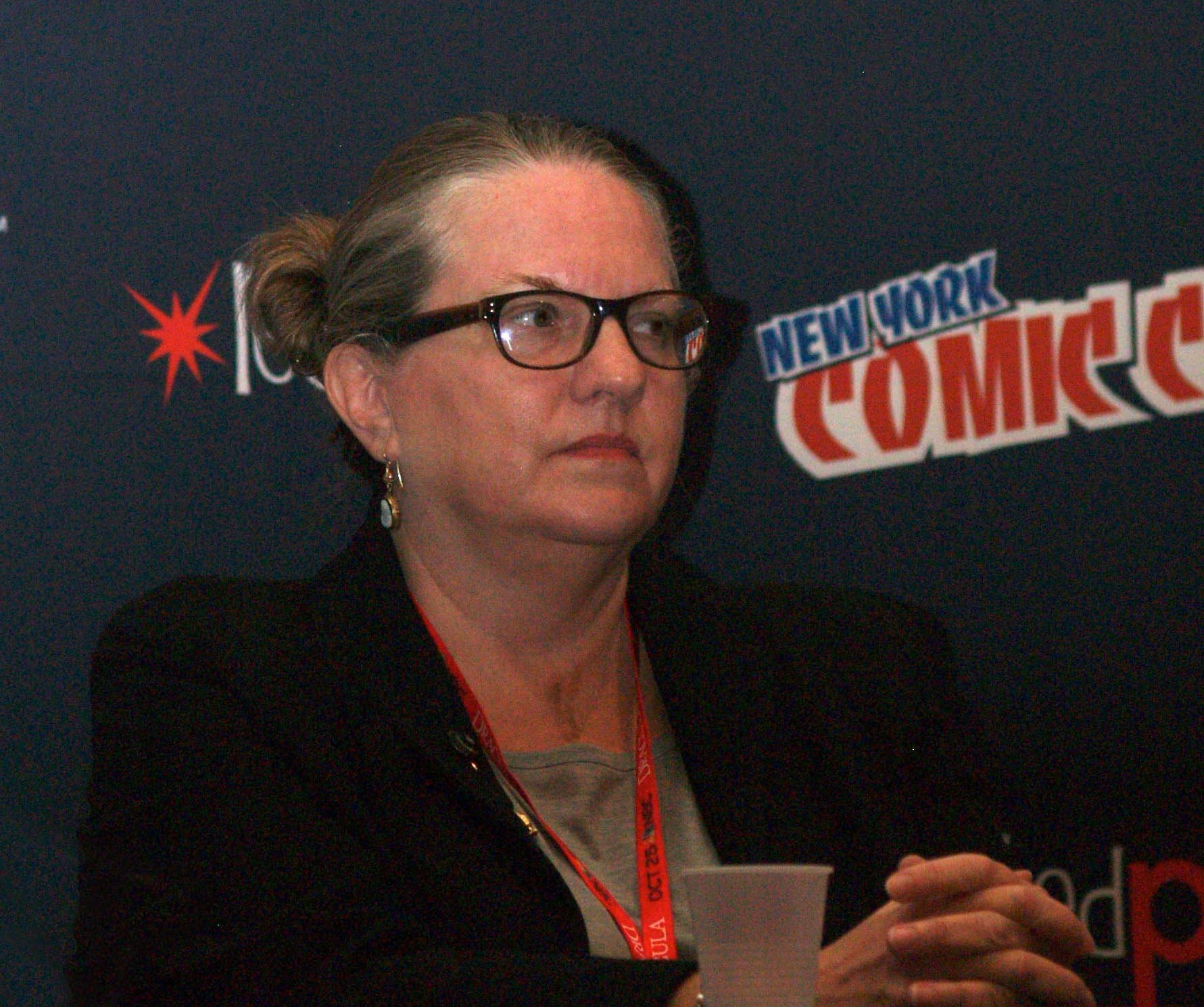
Carol Goodman, 2013

Carol Goodman (* 10. Februar 1959 in Philadelphia, Pennsylvania) ist eine US-amerikanische Schriftstellerin und Dozentin für Creative Writing. Gemeinsam mit ihrem Mann Lee Slonimsky nutzt sie das Pseudonym Lee Carroll, die Romanserie The Fairwick Chronicles veröffentlichte sie als Juliet Dark.

## Leben
Carol Goodman verbrachte ihre Kindheit auf Long Island und ging dort in einem Vorort auf eine öffentliche Schule, anschließend zwei Jahre auf die alternative The Village School. Ihr schriftstellerisches Talent zeigte sich früh. Im Alter von neun Jahren lieferte sie anlässlich der schulischen Einführung in das Thema Creative Writing ein handgeschriebenes, mit Zeichnungen illustriertes 90-seitiges Manuskript ab. Titel: The Adventures of the Magical Herd.  Mit 17 Jahren wurde Goodman von der Long Island University zur Young Poet of Long Island ausgezeichnet.
Zeitlich folgte der Wechsel zur Elitehochschule Vassar College, 100 Kilometer nördlich von New York. Goodman graduierte in ihrem Hauptfach Latein. Nach dem Collegebesuch arbeitete sie einige Zeit in verschiedenen Bürojobs und schrieb Kurzgeschichten. Die wenig zufrieden stellenden Jobs führten Goodman nach Austin an die University of Texas, um ihre Lateinkenntnisse zu nutzen und Hochschullehrerin zu werden. Bis zur Geburt ihrer Tochter Maggie unterrichtete sie dann drei Jahre Latein im Bereich des Austin Independent School District. Wenige Jahre später vervollständigte Goodman ihre literarische Begabung an der The-New-School-Universität zum Master of Fine Arts (MFA) in Creative Writing. Sie schrieb Kurzgeschichten, die in The Greensboro Review, Literal Latte, Midwest Quarterly und anderen Magazinen publiziert wurden. Rund ein Jahr nach dem MFA-Abschluss gelang ihr mit The Lake of Dead Languages (dt. Das Gesicht unter dem Eis) ein erster erfolgreicher Roman; sie konzentrierte sich dann vollzeitig auf die Schriftstellerei. Nebenbei lehrt sie an der The New School bis heute (2012) Creative Writing. 
Gemeinsam mit ihrem Mann Lee Slonimsky schreibt sie die Black Swan Rising-Serie. Carol Goodman lebt mit ihrer Familie in New Yorks Hudson Valley.

## Romane

### Einzelwerke
- 2002 The Lake of Dead Languages (dt. Das Gesicht unter dem Eis. Heyne, München 2003, ISBN 3-453-87583-4)
- 2003 The Seduction of Water
- 2004 The Drowning Tree (dt. Wenn alles schläft. Diana, München 2005, ISBN 978-3-453-29003-7)
- 2005 Blackwell
- 2006 The Ghost Orchid (dt. Was niemand wissen darf. Diana, München 2007, ISBN 978-3-453-29008-2)
- 2007 The Sonnet Lover
- 2008 The Night Villa
- 2010 Arcadia Falls
- 2016 River Road
- 2017 The Widow's House
- 2017 The Metropolitans
- 2018 The Other Mother
- 2019 The Night Visitor

### The Fairwick Chronicle-Serie
- 2011 The Demon Lover
- 2012 The Water Witch
- 2013 The Angel Stone[5]

### Black Swan Rising-Serie
- 2010 Black Swan Rising (dt. Black Swan – Silberner Fluch. Heyne, München 2010, ISBN 978-3-453-52697-6)
- 2011 The Watchtower
- 2013 The Shape Stealer[6]

### Blythewood Trilogy
- 2013 Blythewood
- 2014 The Watchtower
- 2015 Hawthorn

## Auszeichnungen
- 2004 Hammett Prize für The Seduction of Water